# Час — московський
«Час — московський» — радянський художній фільм 1976 року, знятий режисером Миколою Ільїнським на Кіностудії ім. О. Довженка.

## Сюжет
Кілька днів із життя бригадира механізаторів, депутата Верховної Ради Назара Лукіча Григоренка.

## У ролях
- Всеволод Санаєв — Назар Лукич Григоренко
- Лариса Кадочникова — Ганна
- Микола Тимофєєв — Василь Андрійович Плющ, голова колгоспу
- Сергій Свєчников — Валько
- Любов Мишева — Олена
- Володимир Олексієнко — епізод
- Олександр Мілютін — епізод
- Людмила Полякова — Дар'я Петрівна
- Нонна Копержинська — Юхимівна
- Юрій Леонідов — Батура
- Здислав Стомма — епізод
- Валентин Грудинін — Трошин
- Людмила Лобза — секретар
- Іван Голубов — епізод
- Валентина Булатова — секретар райкому
- Борис Болдиревський — епізод
- Ада Волошина — епізод
- Микола Ільїнський — епізод
- Леонід Марченко — Петренко
- Сергій Підгорний — Тимко
- Юрій Рудченко — епізод
- Віра Саранова — епізод
- Микола Сектименко — парторг
- Людмила Сосюра — жінка з дитиною
- Лідія Чащина — епізод
- Олексій Срібний — епізод
- Валентин Дуклер — епізод
- Костянтин Артеменко — епізод

## Знімальна група
- Режисер — Микола Ільїнський
- Сценарист — Віктор Богатирьов
- Оператор — Вадим Верещак
- Композитор — Олександр Білаш
- Художник — Михайло Юферов